# High and Mighty Color
Pour les articles homonymes, voir HMC.
High and Mighty Color ou HMC (ハイ・アンド・マイティ・カラー, Hai ando Maiti Karā) est un groupe de rock japonais signé chez Sony Music Entertainment Japan.

## Histoire

### Les débuts: Anti-Nobunaga
Originaires d'Okinawa, les cinq premiers membres du groupe (Meg,Sassy,Kazuto,mACKAz et Yuusuke) avaient à l'origine baptisé leur groupe Anti-nobunaga et se contentaient de reprises du groupe Metallica.
À l'époque, ils jouaient majoritairement dans des bars et cafés-théâtres. Sassy, leader du groupe, envoie des démos aux maisons de disques. Un petit label japonais les repère et décide de s'en occuper. En 2003, ils commencent à devenir assez célèbre après avoir participé à plusieurs festivals.

### La rencontre avec Maakii
Toujours en 2003, ils rencontrent leur future chanteuse: Maakii, et lui proposent d'intégrer le groupe. Cette dernière annule alors ses projets d'études au Canada et rejoint le groupe. À la suite de l'intégration de Maakii dans le groupe, Anti-nobunaga se rebaptisa "HIGH and MIGHTY COLOR" dans le courant de l'année 2004.
Après une session studio, ils font leur première apparition officielle (en tant que High and Mighty Color) dans un festival. Puis sort leur premier disque, Over ~Indies Version~, en vente restreinte de 1 500 exemplaires, vendus en moins d'un mois.
Quelque temps après, Sony Music Entertainment les remarque. En décembre 2004, ils annoncent leur premier single avec ce label.

### 2005
Leur premier single, PRIDE sort en janvier et s'écoule à plus de 200 000 copies. Ce morceau devait à la base servir de support pour un évènement de Football japonais, mais il sera finalement utilisé comme générique pour l'anime Gundam Seed Destiny. Cet anime était extrêmement attendu et a permis au groupe de bénéficier d'un support médiatique incroyable. Ce single se révèlera être leur plus gros succès depuis leurs débuts.
En avril, le groupe sort le single Over, suivi par Run☆Run☆Run en juin. Durant l'été, ils sortent Days avant de sortir finalement leur premier album G∞VER en septembre.

### Après 2005
Leur 11e single, Amazing, sort le 12 décembre 2007 suivi peu après par 10 color singles, compilation des 10 premiers singles plus un bonus Ichirin No Hana version studio.
Flashback / Komorebi no Uta sort le 12 février 2008 et constitue le 12e single.
Le 4e album, Rock Pit sort en mars et inclut les 2 précédents singles.
High and Mighty Color sort fin juin 2008 son 13e single qui est en fait une reprise de T.M. Revolution (le chanteur actuel d'abingdon boys school): Hot Limit
Le 1er juillet 2008, Maakii annonce qu'elle s'est mariée en juin avec Masato Nakamura, chanteur de Dreams Come True et qu'elle quittera le groupe fin 2008. Elle remercia au passage les fans et le groupe pour leur soutien jusqu'à présent.
Remember single sorti le 15 octobre 2008, sonne le départ de Maakii que l'on pense définitif. Mais un best-of nommé BEEEEEEST suivra ce single. Il sort le 26 novembre 2008.
À la demande des fans, le groupe sort son premier DVD live avant le départ définitif de Maakii.
Ce DVD sort le 28 janvier 2009 et se nomme LIVE BEE LOUD ~THANKS GIVING~.
En 2009, le groupe cherchera une nouvelle chanteuse. C'est la fin d'une époque pour le groupe.
En janvier 2009, le groupe ouvre les auditions pour une nouvelle chanteuse via des vidéos disponibles sur le site SALT&PEPPER. 
Un mois plus tard seulement, il annonce sur son blog qu'une nouvelle chanteuse a été trouvée. 
Les informations sur cette nouvelle recrue seront dévoilées petit à petit sur leur site officiel tandis que Maakii annonce qu'elle compte se lancer en solo avec l'aide de son mari. 
Au cours du mois de mars, on apprend le nom de la nouvelle chanteuse par l'intermédiaire du site officiel qui publie également son profil. Celle-ci se nommera Halca.
Le premier single(XYZ) avec la nouvelle chanteuse; Halca, est dévoilé sur iTunes au Japon et en Australie le 8 juillet 2009.
Le 5e album; Swamp man, sort le 2 septembre 2009 et prend la 25e place de l'Oricon Charts dès son lancement.
Après la sortie de l'album, le groupe enregistre une chanson en hommage au manga Red. La chanson sort le 23 décembre 2009 sur iTunes au Japon.

### 2010: La Fin
Le 19 mai 2010, le groupe annonce la sortie d'un nouveau single; Re:ache, qui sera le dernier CD du groupe. En effet, en raison de différends musicaux et d'opportunités pour certains membres, le groupe se séparera après la sortie de ce single.
Re:ache contiendra 4 chansons : 3 nouvelles et une version live de Red. Il contiendra également les clips vidéos de Re:ache et Good Bye,.

## Membres
- Halca (né le 11 juin 1988[6]) – Chant clair
- Yuusuke (né le 25 janvier 1985[6]) – Chant
- Kazuto (né le 18 septembre 1984[6]) – Guitare principale
- Meg (né le 15 novembre 1984[6]  – Guitare rythmique
- Mackaz (né le 15 juillet 1984[6]) – Basse
- Sassy (né le 23 aout 1984[6]) – Batterie

Ancien membre
- Mākii (2004-2008) – Chant clair

## Discographie

### Albums
1. G∞ver (14 septembre 2005)
2. Gou on Progressive (傲音プログレッシヴ) (5 avril 2006)
3. San (参) (21 février 2007)
4. Rock Pit (19 mars 2008)
5. swamp man (2 septembre 2009)

### Compilations
1. 10 color singles (26 décembre 2007)
2. BEEEEEEST (26 novembre 2008)

### Singles
1. Over ~Indies Version~ (24 novembre 2004)
2. Pride (26 janvier 2005)
3. Pride Remix (24 mars 2005)
4. Over (20 avril 2005)
5. Run☆Run☆Run (22 juin 2005)
6. Days (17 août 2005)
7. Style ~get glory in this hand~ (9 novembre 2005)
8. Ichirin no Hana (一輪の花) (11 janvier 2006)
9. Dive into Yourself (26 juillet 2006)
10. Enrai ~Tooku ni Aru Akari~ (遠雷 ~遠くにある明かり~) (25 octobre 2006)
11. Tadoritsuku Basho / Oxalis (辿り着く場所 / オキザリス) (24 janvier 2007)
12. Dreams (1er août 2007)
13. Amazing (12 décembre 2007)
14. Flashback / Komorebi no Uta (フラッシュバック / 木漏レビノ歌) (27 février 2008)
15. Hot Limit (25 juin 2008)
16. Remember (15 octobre 2008)
17. Re:ache (リ:エイク) (11 août 2010)

Digitals
1. XYZ (7 juillet 2009)
2. good bye (29 juillet 2009)
3. Red (9 décembre 2009)

### Génériques
Plusieurs de leurs chansons sont choisies en tant que générique de séries d'animation japonaises, ou utilisées dans des bandes originales de films:
- Pride, est choisie pour être un générique de la série Gundam Seed Destiny
- Ichirin no hana servira dans le troisième générique d'ouverture de la série Bleach
- Dreams est choisie pour le second générique de fin de la série Darker than black
- Energy quant à elle fait partie de la bande originale du film Death Note 2: The Last Name